# Souvignargues
Souvignargues è un comune francese di 759 abitanti situato nel dipartimento del Gard, nella regione dell'Occitania.

## Storia

### Simboli
Souvignargues aveva una torre per avvistare eventuali nemici sbarcati dal mare e diretti alla strada per Montpellier.
Gli scorpioni sono comuni in questo villaggio, tra essi lo scorpione bianco da cui si ricava un efficace antiveleno.

## Società

### Evoluzione demografica
Abitanti censiti